# ラジオ・アニメどんぶり
ラジオ・アニメどんぶりは、1998年10月7日から2003年9月28日まで、TBSラジオをキー局にJRN系列で深夜放送されていたアニラジ番組。

## 概要
毎週、ゲストに声優を招き、ラジオショートドラマ、パーソナリティとのトークなどで構成されていた。また、番組スポンサーであったヤマギワソフトの店員との電話による商品宣伝を兼ねたコーナーもあった。

## 放送時間
※TBSラジオでの時間
- 毎週水曜日 24:27 - 24:57（1998年10月 - 1999年3月） - 「DB」水曜日『パキパキパラダイス』内で放送[1]。
- 毎週水曜日 24:30 - 25:00[2][3]（1999年4月 - 2000年9月） - 以降、単独番組となる。
- 毎週土曜日 25:00 - 25:30[4][5]（2000年10月 - 2001年3月）
- 毎週土曜日 24:30 - 25:00[6][7]（2001年4月 - 2002年9月）
- 毎週日曜日 24:30 - 25:00[8][9]（2002年10月 - 2003年9月）

## パーソナリティ
- パーソナリティ：向井政生（TBSアナウンサー）[10]
- アシスタント
  - 石垣はづき（ - 2000年9月）[3]
  - 清水香里（2000年10月 - 2003年頃）[4][9]
  - 千葉紗子（番組終了直前のアシスタント、時期不明）[要出典]
- コーナーアシスタント：大内麻美